# An der Landstraße (Tschechow)

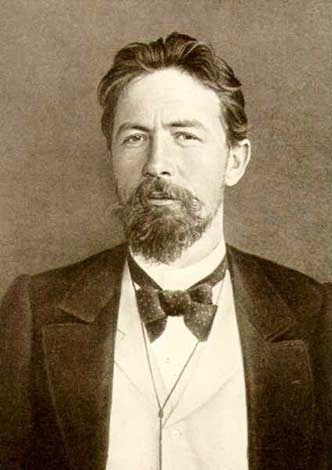
Anton Tschechow

An der Landstraße (russisch На большой дороге, Na bolschoi doroge) ist ein Einakter des russischen Schriftstellers Anton Tschechow, der im Herbst 1884 geschrieben und von der Zensur im Jahr 1885 als „finsteres und schmutziges Stück“ verboten wurde. Erst 1914 wurde der Text in einem Moskauer Sammelband anlässlich des 10. Todestages des Autors zugänglich. Tschechow hatte in dem Stück seine 1883 erschienene Kurzgeschichte Im Herbst in Szene gesetzt. Die deutsche Übersetzung kam 1958 auf den Buchmarkt.

## Inhalt
Tichons Schenke an der Landstraße ist mit Übernachtungsgästen überfüllt. Mancher Wallfahrer oder Landstreicher muss im Sitzen oder auf dem Fußboden schlafen. Mitten in der Nacht kehrt der Landstreicher Merik ein. Dieser 35-jährige selbstsichere Bauernsohn, mit einem gestohlenen Beil in der Hand, lässt sich vom Wirt die Stiefel ausziehen und vertreibt den Ziegeleiarbeiter Fedja von seinem Schlafplatz. Der ruinierte Gutsbesitzer Borzow bekommt keinen Wodka, weil er nicht zahlen kann. So gibt der zerlumpte, betrunkene Gast ein goldenes Medaillon hin. Tichon öffnet es. Gäste scharen sich um den Schanktisch und bewundern das Porträt einer schönen Frau.
Kusma, auf der Durchreise, kehrt ein und erkennt seinen gnädigen Herrn Borzow. Kusma plaudert, er sei Leibeigener bei den Borzows im Landkreis Jergowsk, zweihundert Werst von der Schenke entfernt, gewesen. Dem gnädigen Herrn sei die Frau, eine Städterin, nach der Hochzeit zu einem Advokaten in die Stadt durchgebrannt. Mit dem Advokaten habe sie Kinder. Borzow, so behauptet Kusma, habe sein Geld einem Schwager gegeben und stehe nun mittellos da.
Borzow widerspricht nicht. Er fragt sich lediglich: Was geht die Leute seine Geschichte an?
Kusma bezahlt seine Zeche und verlässt mitten in der Nacht die Schenke. Merik entreißt dem Wirt das Medaillon, betrachtet das Porträt, kommentiert: „Nach der Trauung weggelaufen … So eine ist das!“ und wirft das Schmuckstück auf den Boden. Der Wirt nimmt es an sich, schließt den Ausschank und macht es sich auf dem Schanktisch bequem. Merik bietet Borzow seinen Schlafplatz auf der Bank an und nimmt mit dem Fußboden vorlieb. Der Landstreicher hatte, wie der Gutsherr, Pech in der Liebe gehabt.
Ein Kutscher bittet um Einlass. Zur Notreparatur seiner umgekippten Kutsche benötigt er einen stabilen Strick. Der verunglückte Fahrgast, eine gnädige Frau aus der Stadt, die nach Warsonofjewo will, kehrt ein. Es ist Borzows Ehefrau Marja Borzowa. Als sie ihren Mann erkennt, läuft sie schreiend in die Mitte der Schankstube. Borzow fällt vor ihr nieder und beteuert, gleich werde er nüchtern sein. Marja Borzowa will auf der Stelle weiterreisen. Merik springt auf, erkennt in Marja Borzowa die Dame auf dem Medaillon und schlägt mit dem Beil zu.
Der bisher so couragierte Merik weint, weil er die Reisende nicht erschlagen hat.

## Deutschsprachige Ausgaben

### Erstausgabe
- Anton Tschechow. Klassiker. Im Verlag Kurt Desch. Wien, München, Basel 1958

### Verwendete Ausgabe
- An der Landstraße. Dramatische Etüde in einem Akt. Aus dem Russischen übersetzt von Gudrun Düwel. S. 5–35 in: Wolf Düwel (Hrsg.): Anton Tschechow: Der Kirschgarten. Dramen. 719 Seiten. Rütten & Loening, Berlin 1964 (1. Aufl.)